# Ускачи (Долж)
Ускачи (рум. Uscăci) насеље је у Румунији у жупанија Долж у граду Филијаши. Oпштина се налази на надморској висини од 269 m.

## Становништво
Према подацима из 2002. године у насељу је живело 153 становника, од којих су сви румунске националности.